# Lycaste campbellii
Lycaste campbellii är en orkidéart som beskrevs av Charles Schweinfurth. Lycaste campbellii ingår i släktet Lycaste och familjen orkidéer. Inga underarter finns listade i Catalogue of Life.